# Гильбих, Елизавета Фёдоровна
Елизавета Фёдоровна Гильбих (1865—1893) — русская писательница.

## Биография
Елизавета Гильбих родилась в 1865 году. Помещала свои статьи, заметки, очерки и рассказы в «Русском курьере», «Новостях дня», «Русском листке», детских журналах и др. изданиях, подписывая их псевдонимами «Сестра», «Новая юмористка», «Елизавета», «Г.», «Е. Г.» и другими. 
Елизавета Фёдоровна Гильбих скончалась в городе Москве 12 августа 1893 года в возрасте 28 лет.